# Plistonico
Plistonico (o Pleistonico; in greco: Πλειστόνικος; fl. IV-III secolo a.C.) è stato un medico greco antico, allievo di Prassagora, che quindi visse tra il IV e il III secolo a.C..
Sembra che abbia scritto un'opera di anatomia, che viene più volte citato da Galeno, che lo definisce uno dei medici più eminenti del suo tempo. È citato da Plinio, Ateneo, Oribasio, e Garioponto. Nessuno dei suoi scritti si è conservato.